# Photedes tangens
Photedes tangens là một loài bướm đêm trong họ Noctuidae.